# Mou leipeis
Mou leipeis (Μου λειπεις in greco)  è un singolo degli Antique, estratto nel 1999 dall'album Mera me tī mera.